# August (álbum)
August es el décimo Álbum de estudio del músico británico Eric Clapton, publicado por la compañía discográfica Warner Bros. Records en noviembre de 1986. Producido por Phil Collins y Tom Dowd, colaborador habitual de Clapton, supuso uno de los trabajos en solitario del músico más vendidos hasta la fecha, superado posteriormente por trabajos como Journeyman, Unplugged y From the Cradle.
Para su grabación, Clapton contó con el respaldo de una banda formada por Collins en la batería, el bajista Nathan East, el teclista Greg Phillinganes, el saxofonista Michael Brecker, los trompetistas Randy Brecker y Jon Faddis, y Dave Bargeron al trombón. August incluyó los sencillos «It's in the Way That You Use It», coescrito con Robbie Robertson e incluido en la banda sonora del largometraje de Martin Scorsese El color del dinero, y «Tearing Us Apart», un dúo con la cantante Tina Turner, que alcanzaron los puestos uno y nueve respectivamente en la lista Mainstream Rock Tracks. August también incluyó «Holy Mother», un tributo al teclista de The Band Richard Manuel, fallecido en 1986. 
Además de las canciones incluidas en August, Clapton también grabó durante las sesiones otros tres temas: «Wanna Make Love to You» (publicado en el recopilatorio Crossroads; «Lady of Verona» y «Walking the White Line», ambas inéditas hasta la fecha.

## Lista de canciones
| N.º | Título                                   | Escritor(es)                                     | Duración |  |
| 1.  | «It's in the Way That You Use It»        | Eric Clapton, Robbie Robertson                   | 4:11     |  |
| 2.  | «Run»                                    | Lamont Dozier                                    | 3:39     |  |
| 3.  | «Tearing Us Apart» (con Tina Turner)     | Eric Clapton, Greg Phillinganes                  | 4:15     |  |
| 4.  | «Bad Influence»                          | Robert Cray, Michael Vannice                     | 5:09     |  |
| 5.  | «Walk Away»                              | Richard Feldman, Marcella Detroit                | 3:52     |  |
| 6.  | «Hung Up on Your Love»                   | Lamont Dozier                                    | 3:53     |  |
| 7.  | «Take a Chance»                          | Eric Clapton, Nathan East, Phillinganes          | 4:54     |  |
| 8.  | «Hold On»                                | Eric Clapton, Phil Collins                       | 4:56     |  |
| 9.  | «Miss You»                               | Eric Clapton, Bobby Columby, Phillinganes        | 5:06     |  |
| 10. | «Holy Mother»                            | Stephen Bishop, Eric Clapton                     | 4:55     |  |
| 11. | «Behind the Mask»                        | Chris Mosdell, Ryuichi Sakamoto, Michael Jackson | 4:47     |  |
| 12. | «Grand Illusion» (Solo en edición en CD) | Bob Farrell, Dave Robbins, Wesly Stephenson      | 6:23     |  |

## Personal
- Eric Clapton – guitarra, voz y productor (tema 1).
- Phil Collins – batería, percusión y coros.
- Tina Turner – voz (tema 3), coros (tema 8).
- Nathan East – bajo.
- Henry Spinetti – batería (tema 1).
- Michael Brecker – saxofón.
- Jon Faddis – trompeta.
- Gary Brooker – teclados, coros (tema 1).
- Greg Phillinganes – teclados y coros.
- Richard Feldman – teclados (tema 5).
- Laurence Cottle – bajo (tema 1).
- Dave Bargeron – trombón.
- Randy Brecker – trompeta.
- Richard Cottle – sintetizador (tema 1).
- Katie Kissoon – coros (temas 7, 10, 11).
- Magic Moreno – coros (tema 7) e ingeniero de sonido.
- Tessa Niles – coros (temas 7, 10, 11).
- Steve Chase – ingeniero de sonido (tema 1).
- John Jacobs – ingeniero de sonido (tema 1).
- Paul Gommersall – ingeniero de sonido.
- Peter Hefter – ingeniero de sonido.
- Terry O'Neill – fotografía.

## Posición en listas
| Lista (1986–87)                   | Posición |
| --------------------------------- | -------- |
| Canadá (RPM)                      | 40       |
| Europa (IFPI)                     | 10       |
| Estados Unidos (Billboard 200)    | 37       |
| Italia (AFI)                      | 17       |
| Nueva Zelanda (Recorded Music NZ) | 38       |
| Noruega (VG-lista)                | 12       |
| Países Bajos (Album Top 100)      | 29       |
| Suecia (Sverigetopplistan)        | 7        |
| Suiza (Schweizer Hitparade)       | 23       |
| Reino Unido (OCC)                 | 3        |

| Año  | Sencillo                          | Lista                  | Posición |
| ---- | --------------------------------- | ---------------------- | -------- |
| 1986 | "It's in the Way That You Use It" | Mainstream Rock Tracks | 1        |
| 1986 | "Tearing Us Apart"                | Mainstream Rock Tracks | 5        |
| 1987 | "Miss You"                        | Mainstream Rock Tracks | 9        |
| 1987 | "Run"                             | Mainstream Rock Tracks | 21       |